# 小野田紀美
小野田 紀美（おのだ きみ、1982年〈昭和57年〉12月7日 - ）は、日本の政治家。自由民主党所属の参議院議員（2期）、参議院内閣委員長、自由民主党政務調査会副会長。
防衛大臣政務官（第2次岸田第1次改造内閣）、法務大臣政務官（菅義偉内閣）、参議院外交防衛委員長、東京都北区議会議員（2期）、自由民主党副幹事長などを歴任。

## 経歴

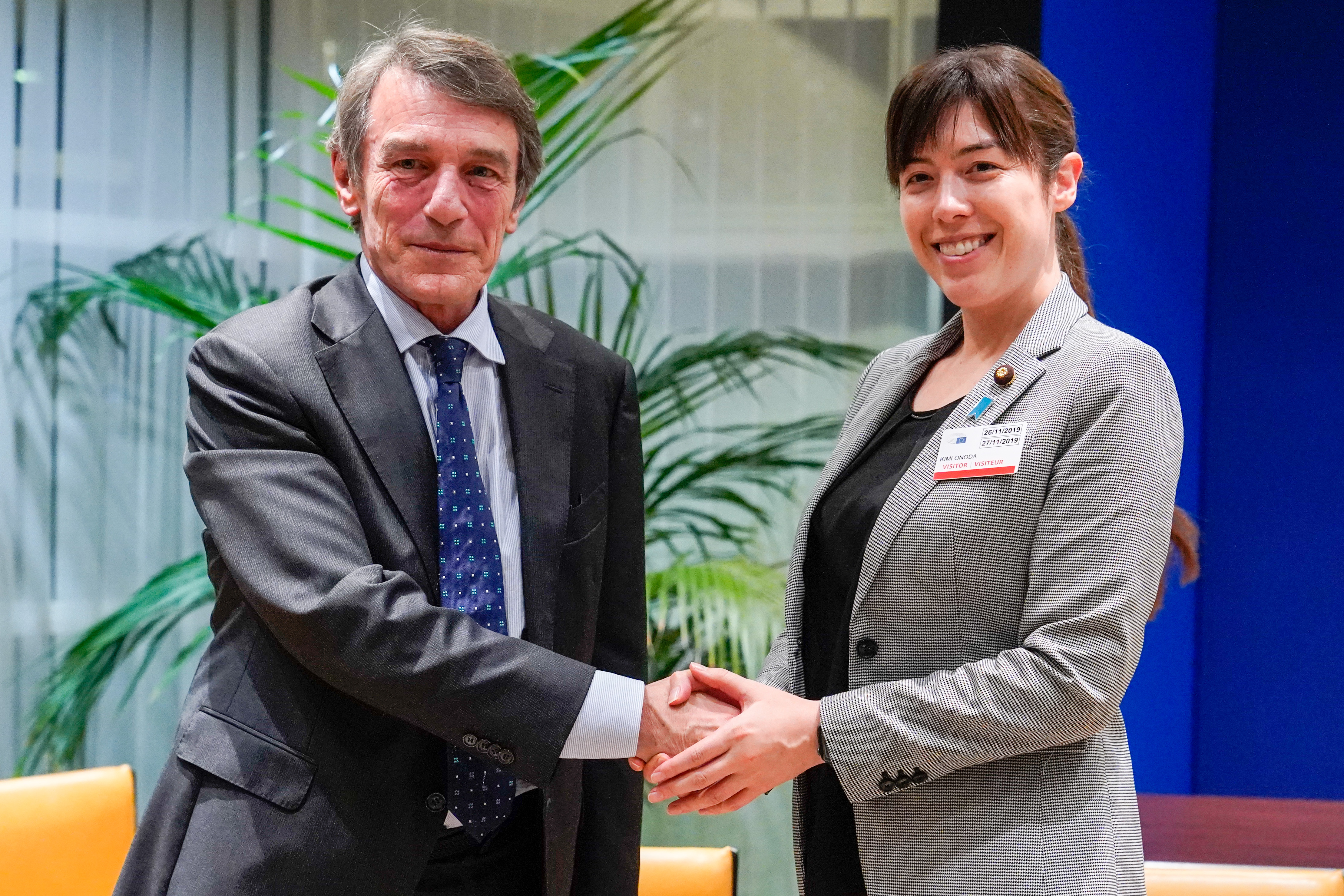
2019年、元欧州議会議長のダヴィド・サッソリと

アメリカ合衆国イリノイ州シカゴにて出生。父はアメリカ人・母は日本人。1歳から岡山県邑久郡邑久町虫明（現在の瀬戸内市）にて生活。清心中学校・清心女子高等学校・拓殖大学政経学部政治学科卒業。在学中、高等学校教諭1種免許（公民）を取得。卒業後は塾講師、雑誌編集、ゲーム、CD制作会社に勤務し、広報・プロモーションを担当した。
TOKYO自民党政経塾5期生を経て、2011年に北区議会議員選挙に自由民主党公認で立候補し、初当選した。2015年、北区議再選。同年10月、自民党の岡山県選挙区候補者公募に合格し、立候補を表明。翌2016年、第24回参議院議員通常選挙に自民党公認（公明党推薦）として立候補。政界からの引退を表明した民進党の江田五月元参議院議長の後継で、社会民主党・日本共産党が推薦した黒石健太郎を破り、当選した。小野田の当選により、岡山県では史上初めて、衆参の全議席を自民党が独占した。
2019年10月1日、竹下派へ加入した。
2020年9月18日、菅義偉内閣で法務大臣政務官に就任。
2022年7月10日、参院選岡山選挙区で2回目の当選。
2022年8月12日、第2次岸田第1次改造内閣で防衛大臣政務官に就任。
2023年12月28日、子宮筋腫により子宮全摘出手術を受けたことを公表。
2024年1月26日、参議院外交防衛委員長に就任。
2024年9月12日、自民党総裁選挙が告示され、旧茂木派からは会長の茂木敏充と加藤勝信の2人が立候補した。小野田は加藤の推薦人に名を連ねた。石破茂、高市早苗、小泉進次郎の3人が競り合う構図が固まった終盤、麻生太郎は9月25日に茂木と「反石破」での連携を確認し、茂木派議員の一部も取り込んだ。9月27日総裁選執行。高市が得票数1位で決選投票へ進むも、岸田文雄首相の後押しを受けた石破に敗れた。小野田は1回目の投票では加藤に投じ、決選投票では高市に投じた。
2025年8月1日、参議院内閣委員長に就任。

## 政策・主張

### 憲法
- 憲法改正について、2022年のNHK、毎日新聞社のアンケートで「賛成」と回答[26][27]。
- 9条改憲について、2022年の毎日新聞社のアンケートで「改正して自衛隊の存在を明記すべきだ」と回答[27]。9条への自衛隊の明記について、2022年のNHKのアンケートで「賛成」と回答[26]。
- 憲法を改正し緊急事態条項を設けることについて、2022年のNHKのアンケートで「賛成」と回答[26]。

### 外交・安全保障
- 敵基地攻撃能力を持つことについて、2022年のNHK、毎日新聞社のアンケートで「賛成」と回答[26][27]。
- 普天間基地の辺野古移設について、2022年の毎日新聞社のアンケートで「賛成」と回答[27]。
- ロシアは2022年2月24日、ウクライナへの全面的な軍事侵攻を開始した[28]。日本政府が行ったロシアに対する制裁措置についてどう考えるかとの問いに対し、2022年のNHKのアンケートで「適切だ」と回答[26]。同年の毎日新聞社のアンケートで「今の制裁で妥当だ」と回答[27]。
- 2022年6月7日、政府は経済財政運営の指針「骨太方針」を閣議決定した。NATO加盟国が国防費の目標としている「GDP比2％以上」が例示され、防衛力を5年以内に抜本的に強化する方針が明記された[29]。「防衛費を今後どうしていくべきだと考えるか」との問いに対し、2022年のNHKのアンケートで「大幅に増やすべき」と回答[26]。
- 徴用工訴訟問題や慰安婦問題などをめぐり日韓の対立が続くなか、関係改善についてどう考えるかとの問いに対し、2022年の毎日新聞社のアンケートで「韓国政府がより譲歩すべきだ」と回答[27]。

### ジェンダー
- 選択的夫婦別姓制度の導入について、2022年のNHK、毎日新聞社のアンケートで回答しなかった[26][27]。同年の日本テレビのアンケートで「どちらとも言えない」と回答[30]
- 同性婚を可能とする法改正について、2022年のNHK、毎日新聞社のアンケートで回答しなかった[26][27]。同年の日本テレビのアンケートで「やや反対」と回答[30]
- クオータ制の導入について、2022年のNHKのアンケートで「どちらかといえば反対」と回答[26]。

### その他
- アベノミクスについて、2022年の毎日新聞社のアンケートで「評価するが、修正すべきだ」と回答[27]。
- 国会議員の被選挙権年齢の引き下げについて、2022年の毎日新聞社のアンケートで「反対」と回答[27]。
- 2016年の米国大統領選挙について「ドナルド・トランプとヒラリー・クリントンのどちらを支持するか」との問いに対し、2016年の毎日新聞社のアンケートで「どちらとも言えない」と回答[31]。
- 2016年2月8日、高市早苗総務大臣は、放送局が政治的公平性を欠く放送を繰り返した場合、放送法4条違反を理由に電波停止を命じる可能性に言及した[32][33]。安倍晋三首相は2月15日の衆議院予算委員会で野党の批判に反論し、高市の発言を擁護した[34]。政府の姿勢をどう思うかとの問いに対し、2016年の毎日新聞社のアンケートで「問題とは思わない」と回答[31]。
- 2017年11月1日、両院議員総会に出席するため衆議院の会議室に出向いた際、「衆議院は部屋の中でタバコ吸えるのですよ…臭くて煙くてしんどいですが吸っちゃいけない決まりじゃないからなんとも言えない…」と自民党内の受動喫煙問題を主張した[35]。
- 分煙を目指すという自民党たばこ議員連盟に加入していたが、100平方メートル以下の飲食店について喫煙を認める法案を自民党が了承したことを受けて、「たばこ議連は分煙をする気がない」と判断し、2018年2月21日付けで自民党たばこ議員連盟を退会した[36]。
- 2018年7月25日「憲法で定められた国民の義務は『勤労、納税、(子女に)教育を受けさせること』。義務を果たしていれば権利を主張して良いと思う」とTwitterで発言[37]。憲法上定められた基本的人権は義務を果たすことのバーターで与えられるとの独自の見解を披露し、批判を受けたと報じられた[38]。
- 2019年7月31日、障害者であるれいわ新選組の2名の議員に対する介護サービス費用を当面参議院の負担とすると決まったこと[39]に対し、「議員特権ではないか」とツイッターで批判[40]。その上で、「国会議員には、文通費として月100万支給される。みんなこのお金で私設秘書など自分が公務を行うサポートを揃えていると思っている」と発言した[41]が、この発言は文通費（文書通信交通滞在費）に関し、「公の書類を発送し及び公の性質を有する通信をなす等」のためと定めた国会法[42][43]に反するのではないかと批判された[44]。その2日後、小野田はツイッターにて、「事実確認をせぬ一部表記で誤解を招いた」と謝罪し、自身の事務所に関しては「法令に従い適切に処理している」と説明した[45]。
- 2021年12月17日の参議院予算委員会において、NHKの受信料の徴収に関してスクランブル化（契約の任意化）を目指していく姿であると発言した。さらに、NHKがテレビを持たない人に対するインターネットを通じた番組配信の実証実験を2022年度中に始めるにあたって、「ネットの受信料を取ろうとするならけしからん」とも発言した[46][47]。金子恭之総務相は「テレビを設置していない方を新たに受信料の対象とすることは現時点で考えておりません」と答弁し、小野田は「現時点では、ってところが凄い引っかかったんで、永続的に考えないでいただきたい」と述べた[48]。この発言に対して、NHKのスクランブル放送化を主張するNHK党党首の立花孝志は「小野田氏は消費者委員会でＮＨＫ集金人がやっている戸別訪問は違反と指摘している。しっかりと国会で（ＮＨＫ問題を）追及してくれれば最高。ネットまで受信料を取らせたくないという人が自民党の中にもいるし、国民もそう思っている」と留飲を下げた[49]。
- 一部メディアから「岡山のジャンヌ・ダルク」と評されたが[50]、本人は「誰が言い出したのか分からないし、正直、“岡山のジャンヌ・ダルク”はやめて欲しいと思っている。ジャンヌ・ダルクは最後に火炙りになるので、かなり不穏だ（笑）。公明党の国会議員や地方議員はまじめで、すごく良い人たちだ。私も決してケンカしているわけではなくて、あくまでも自分たちで頑張って戦おう、ということだ」と語った[51]。

## 二重国籍問題
出生当時、日本の国籍法は父系優先血統主義をとっていたため、出生時には日本国籍を有していなかったが、その後日本国籍を取得。日本と米国の多重国籍となった。2004年、国籍法第14条で定める国籍選択の義務の期限を過ぎ、これ以降、違法な二重国籍状態となる。
2011年に北区議会議員選挙に自由民主党公認で立候補し、初当選。以後2015年10月まで北区議会議員を務める。2015年（平成27年）10月に自民党の岡山県選挙区候補者公募に合格し、2016年参院選に立候補を表明。参院選に立候補するにあたり、日本国籍選択と米国籍放棄の手続きを日本国内で行う。2016年（平成28年）7月10日に当選。
2016年10月3日の衆院予算委員会で、安倍晋三首相が「基本的にわが党の議員は二重国籍ではないとの認識に立っている」と答弁。その翌日、国籍法が努力義務を課している米国での放棄手続きが完了しておらず、二重国籍状態にあることを公式Facebookにて公表した。自民党内では日本国籍と台湾籍との「二重国籍」だった蓮舫に対する追及策の検討に着手しようとする矢先だった。そこに小野田の問題が発覚。自民党幹部は「これで台無しだ。小野田氏が議員辞職してくれれば攻めやすいが」とつぶやいた。
小野田は、知識不足でアメリカ国内での手続きが完了できていなかったことについて謝罪し、「二重国籍解消には米国政府に対する米国籍放棄申請も必要と判明したので手続を進めている」と発言。国籍選択宣言日が「平成27年10月1日」と明記された戸籍謄本の複写の一部をFacebookで公開した。公表された戸籍謄本は、家族に関する記載・生年月日・出生日・出生地が白塗りされていた。
その後、2017年5月2日付で届いた「アメリカ国籍喪失証明書」を自身のFacebookおよびTwitterに掲載した。
同時期に多重国籍問題で問題になっていた蓮舫民進党代表（当時）の戸籍公開を拒む姿勢を「公人にプライバシーはない。それを主張するなら公人を辞めればよい」「自民党本部からは『戸籍謄本まで公開しなくていい』といわれたが、私はそれでは国民の方々の信用は得られないと思った。逆の立場なら、私は信用しない。国会議員である以上、『日本に命を投じられる』ことを証明しなければならない。私のように海外にルーツがある人間は当然です」と批判した。
蓮舫が2017年7月13日の記者会見で、18日に戸籍謄本を公開すると表明したことを受け、翌14日「国籍法に違反していないことを証明できるのは、国籍の選択日が記載されている戸籍謄本のみです。ルーツや差別の話なんか誰もしていない」とツイートした。
また蓮舫が戸籍の公開を求める人々を「差別主義者」と呼んだことを「海外の血が入った人とそうでない人の対立をつくってしまった」として批判した。
また、戸籍謄本には重国籍者であることが分かる表記がなく「スパイを送り込み放題の仕様」だとしている。

## 公明党との関係
公明と創価学会は小野田の初陣を支えたが、小野田は当選後、公明が求める選挙応援や支援者名簿の提供などに非協力的だった。2022年1月15日、公明党の山口那津男代表が、夏の参院選を巡り、32の改選1人区を中心に自民党候補者への推薦見送りを検討していることを、地方組織幹部とのオンライン会合で述べた。同日、メディアはこのことを報道。
かねがね公明党の安全保障政策や憲法改正をめぐるスタンスに不満を抱いていた小野田は自身のTwitterに、「政党が違うのですから、選挙は自由にやるのが自然ですよね。公明党さんの推薦見送り検討、共感します。お互いそれぞれ頑張りましょう！ってやつですね！」と書き込んだ。
同年5月26日、公明党は夏の参院選岡山選挙区は自主投票にすると発表。全国32ある1人区のうち唯一、小野田への推薦を見送った。6月22日に参院選が公示され、創価学会は、立憲民主党、国民民主党の推薦候補の野党系無所属黒田晋の支援に回った。公明党は小野田を推薦しない理由について「先方から依頼がなく、選挙区協力に至る関係が構築されていないことから、岡山県本部が自主投票を判断し、党本部が了承した」と説明した。
一方で安倍晋三が銃撃された前日の7月7日夜、岡山市民会館で開かれた小野田の個人演説会には、安倍が応援弁士として駆け付け登壇した。7月10日、公明党の支持がなかったものの無党派層からの支持を得て第26回参議院議員通常選挙にて前回の次点との差（約10.8万）を大きく上回り、約18万票差をつけ圧勝した（得票率54.7%）。

## 所属団体・議員連盟
- 日本の尊厳と国益を護る会（幹事）[70]
- 自民党受動喫煙防止議員連盟[71]
- 人権外交を超党派で考える議員連盟 [72]
- （退会済）たばこ議連[73]

## 出演番組

### インターネット映像配信
- 原宿アベニュー（AbemaNews）※議員GO - 2018年3月24日

## 選挙歴
| 当落 | 選挙                     | 執行日         | 年齢 | 選挙区       | 政党       | 得票数     | 得票率 | 定数 | 得票順位 /候補者数 | 政党内比例順位 /政党当選者数 |
| ---- | ------------------------ | -------------- | ---- | ------------ | ---------- | ---------- | ------ | ---- | ------------------ | ---------------------------- |
| 当   | 2011年北区議会議員選挙   | 2011年4月24日  | 28   | ーー         | 自由民主党 | 2378票     | ーー   | 40   | 27/50              | /                            |
| 当   | 2015年北区議会議員選挙   | 2015年4月26日  | 32   | ーー         | 自由民主党 | 2557票     | ーー   | 40   | 29/50              | /                            |
| 当   | 第24回参議院議員通常選挙 | 2016年07月10日 | 33   | 岡山県選挙区 | 自由民主党 | 43万7347票 | 55.56% | 1    | 1/3                | /                            |
| 当   | 第26回参議院議員通常選挙 | 2022年07月10日 | 39   | 岡山県選挙区 | 自由民主党 | 39万2553票 | 54.74% | 1    | 1/5                | /                            |